# Praça Gonçalves Dias (São Luís)
A Praça Gonçalves Dias  é um logradouro público do município de São Luís, capital do estado brasileiro do Maranhão, sendo um importante centro turístico da cidade.

## História
Tem denominações populares de Largo dos Amores (por ser um ponto de encontro de namorados) e Largo dos Remédios (por causa da igreja), como descrito na obra O Mulato, de Aluísio Azevedo.
Após a morte do poeta maranhense, em 1864, Antônio Henriques Leal, autor do Pantheon Maranhense, promove reuniões e organiza comissões visando construir uma estátua em homenagem a Gonçalves Dias.
Em 10 de agosto de 1872, com o apoio da Assembleia Provincial do Maranhão, é lançada a pedra fundamental da obra, que viria a ser inaugurada em 7 de setembro de 1873.
Desde 1955, a praça e seu entorno são um dos patrimônios tombados pelo Instituto do Patrimônio Histórico e Artístico Nacional. 

## Características

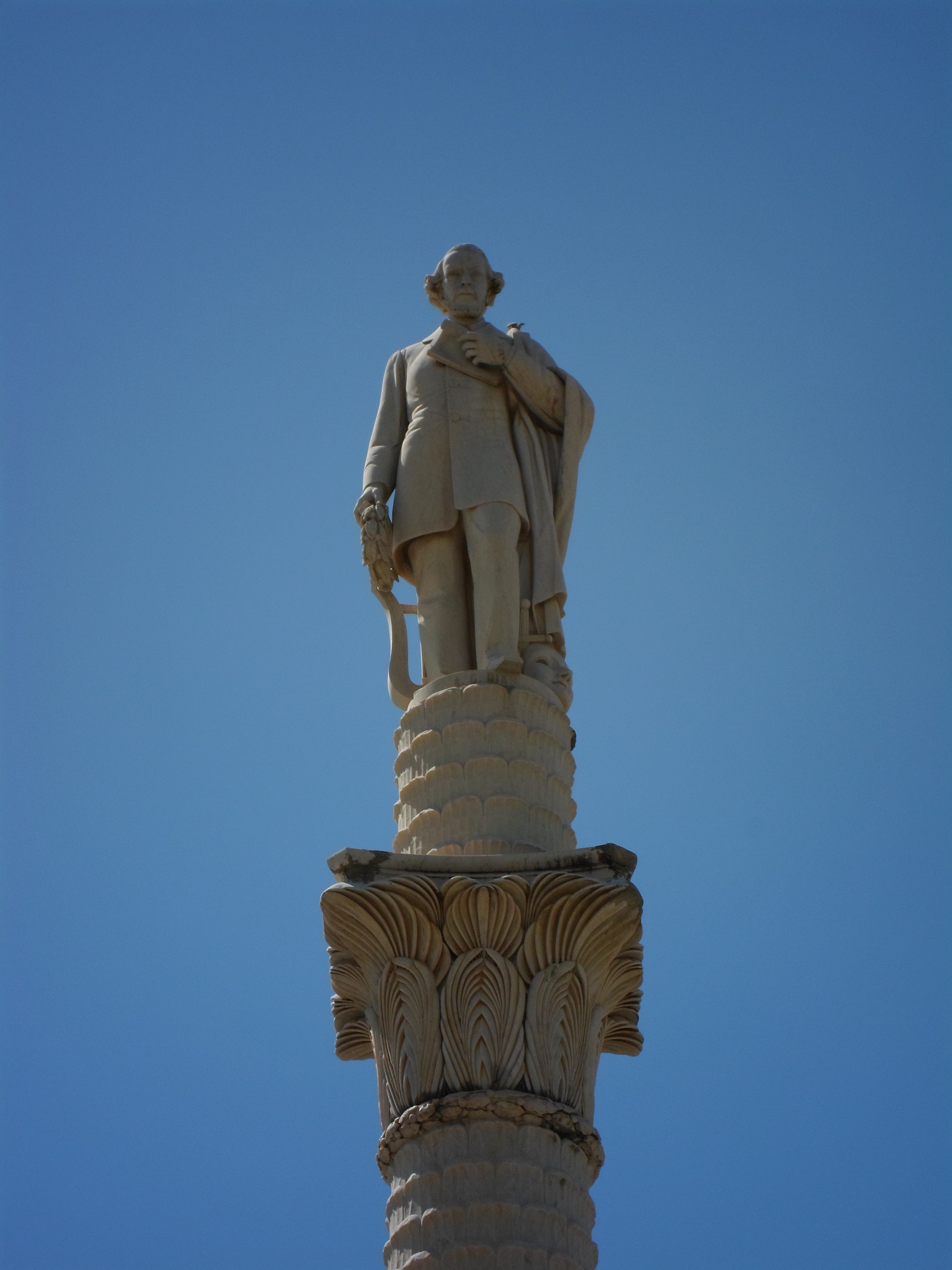
Coluna com a estátua do poeta Gonçalves Dias na praça, inaugurado em 1873.

A praça se desenvolve em vários planos, em razão do declive natural do terreno, sendo interligados por várias escadarias, algumas ladeadas por guarda corpos de alvenaria.
A estátua de Gonçalves Dias fica localizada ao centro da Praça. À direita da praça, há um coreto circular, um dos poucos locais protegidos da forte insolação e da escassez de árvores de sombra, pois a praça é dominada pela presença das palmeiras, cantadas no conhecido poema Canção do Exílio: “Minha terra tem palmeiras".
Situada em local elevado, possibilita uma visão panorâmica da cidade, com a Avenida Beira-Mar e o rio Anil.
A Igreja dos Remédios e o Palácio Cristo Rei, que abriga a sede da reitoria da Universidade Federal do Maranhão e o Memorial Cristo Rei, se localizam em frente à praça.

Abaixo da praça, acessível por meio de escadarias, estão a Praça Maria Aragão e o Memorial Maria Aragão. 

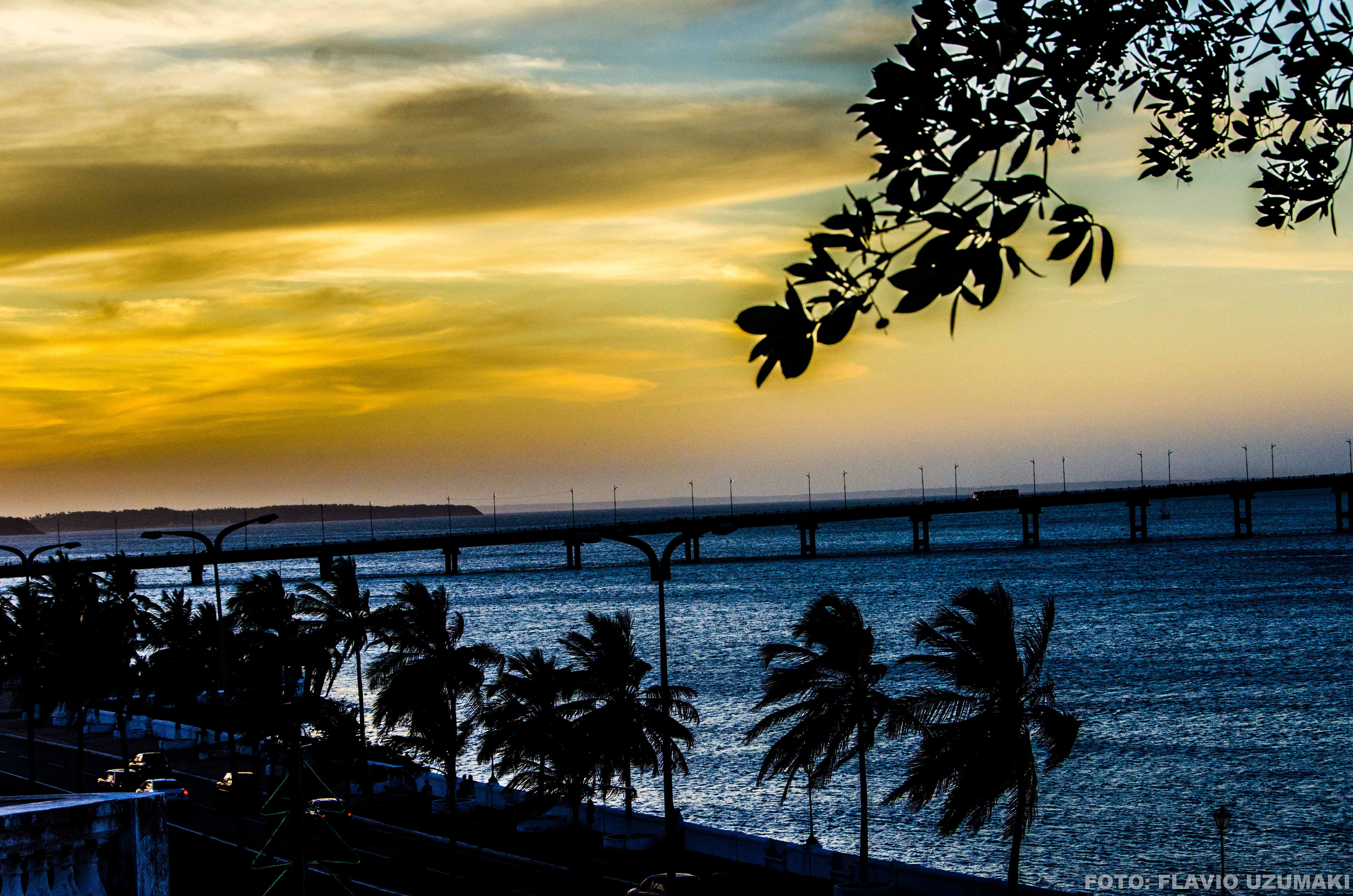
Visão do rio Anil e Avenida Beira-mar

## Ver Também
- Praça Nauro Machado
- Praça Benedito Leite
- Praça Pedro IIReferências

1. ↑  «Praça Gonçalves Dias : Estátua de Gonçalves Dias». Cópia arquivada em 20 de outubro de 2017
2. 1 2 3 4 5 6  «São Luís, Ilha do Maranhão e Alcântara: guia de arquitetura e paisagem» (PDF). Cópia arquivada (PDF) em 10 de agosto de 2021
3. ↑  CARRAZZONI, Maria Elisa (coord). Guia dos Bens Tombados Brasil. 2ª ed. Rio de Janeiro: Expressão e Cultura, 1987. ISBN 85-208-0092-0